# Gail Russell
Gail Russell   (Chicago, 21 de setembre de 1924 - Brentwood, 26 d'agost de 1961) nascuda Elizabeth L. Russell va ser una actriu cinematogràfica estatunidenca. Té una estrella al Passeig de la Fama de Hollywood, al 6933 de Hollywood Boulevard.

## Biografia
Els seus pares eren George i Gladys (Barnet) Russell. Quan era adolescent la família es va traslladar a l'àrea de Los Angeles, Califòrnia. L'extraordinària bellesa de Russell va cridar l'atenció de Paramount Pictures el 1942. Encara que era molt tímida i no tenia experiència interpretativa, Paramount hi va dipositar grans expectatives i va destinar personal per ensenyar-la a actuar.

### Carrera
Als 19 anys va actuar al seu primer film, Henry Aldrich Gets Glamour (1943). Russell va intervenir en diverses pel·lícules als inicis i a mitjans de la dècada de 1940, les més notables de les quals van ser The Uninvited (Els intrusos) (1944), amb Ray Milland, i Our Hearts Were Young and Gay (1944), a la que va treballar amb Diana Lynn. The Uninvited va ser dirigida per Lewis Allen i va tenir un gran èxit. El productor Charles Brackett va escriure que rodar amb Russell va resultar difícil. Allen va dir que Ray Milland portaria Russell al costat i practicaria contínuament amb ella. Allen, Russell, va dir que no havia begut alcohol abans, va començar a beure per calmar-se a proposta del cap de maquillatge del plató.
Segons el National Box Office Digest, va ser una de les pel·lícules més taquilleras dels Estats Units, amb una rendibilitat superior als 500.000 dòlars. Una Paramount encantada amb el seu èxit, va anunciar Russell per Her Heart in her Throat i True to the Navy amb Eddie Bracken. Allen va dirigir Russell a Our Hearts Were Young and Gay (1944), en co-protagonitzada amb Diana Lynn. Va ser un altre èxit. L'any següent, Russell va protagonitzar al costat d'Alan Ladd Salty O'Rourke (1945), un drama de carreres de cavalls.
Aleshores ella i Lynn van sortir a Our Hearts Were Growing Up (1946), una seqüela de Our Hearts Were Young and Gay. Paramount la va anunciar com a protagonista femenina a The Virginian (1946), però no va aparèixer a la pel·lícula final. Es va retrobar amb Ladd a Calcuta (1947), filmada el 1945 però llançada al públic dos anys més tard. Va fer un cameo com ella mateixa en dues pel·lícules de Paramount d'estrelles, Duffy's Tavern (1945), Variety Girl (1947), i dos títols amb John Wayne, Angel and the Badman (1947) i Wake of the Red Witch (La venjança del bergantí) (1948).
Va continuar treballant després de 1947, i es va casar amb l'actor Guy Madison el 1949. No obstant això, cap a 1950 havia esdevingut alcohòlica, i Paramount no va renovar el seu contracte. L'alcohol va afectar la carrera i la vida personal. Es va divorciar de Madison el 1954 i, després d'una abstinència de cinc anys, va tornar a la feina en un paper coprotagonista al costat de Randolph Scott al western Seven Men from Now (1956), produït pel seu amic John Wayne, i també va tenir un paper important a The Tattered Dress (1957).

### Mort
Després d'això va actuar en dos films més, però no va aconseguir vèncer la seva addicció, i es va traslladar a una petita casa on vivia sola. Periòdicament intentava deixar de beure i tornava a començar. En una ocasió va ser hospitalitzada. El 26 d'agost de 1961, Russell va ser trobada morta al seu apartament de Brentwood (Los Angeles), amb 36 anys La van trobar dos veïns que estaven preocupats perquè feia dies que no la veien. Al seu costat, hi havia una ampolla de vodka buida i la casa estava plena d'ampolles buides.
Va morir per danys hepàtics atribuïts a "alcoholisme agut i crònic" amb l'aspiració del contingut de l'estómac com a causa addicional. També es va trobar que patia desnutrició en el moment de la seva mort. Va ser enterrada al cementiri Valhalla Memorial Park de North Hollywood, Califòrnia.

## Filmografia
- Henry Aldrich Gets Glamour (1943)
- The Uninvited (1944)
- Lady in the Dark (1944)
- Our Hearts Were Young and Gay (1944)
- Salty O'Rourke (1945)
- The Unseen (1945)
- Our Hearts Were Growing Up (1946)
- The Bachelor's Daughters (1946)
- Angel and the Badman (1947)
- Calcutta (1947)
- Moonrise (1948)
- Night Has a Thousand Eyes (1948)
- Wake of the Red Witch (1948)
- Song of India (1949)
- El Paso (1949)
- The Great Dan Patch (1949)
- Captain China (1950)
- The Lawless (1950)
- Air Cadet (1951)
- Seven Men from Now (1956)
- The Tattered Dress (1957)
- No Place to Land (1958)
- The Silent Call (1961)